# Scott Neville
Scott Neville (Devon, 11 gennaio 1989) è un calciatore australiano, difensore dell'Eastern Suburbs.

## Carriera

### Club
Scott Neville fa il suo debutto nel calcio professionistico australiano il 31 dicembre 2008 entrando a partita in corso contro il Central Coast Mariners.
La settimana successiva parte da titolare giocando una buona partita contro il Melbourne Victory e venendo descritto dall'allenatore Dave Mitchell come migliore in campo.
Nel 2011 parte per l'Inghilterra per fare dei provini sia con il Portsmouth sia con lo Sheffield Wednesday, ma senza impressionare.
Dal 1º luglio 2015 si trasferisce al Western Sydney Wanderers.

### Nazionale
Ha giocato nelle nazionali giovanili australiane Under-17, Under-20 ed Under-23.

## Statistiche

### Presenze e reti nei club
| Stagione             | Club                 | Campionato           | Campionato | Campionato | Coppe nazionali | Coppe nazionali | Coppe nazionali | Coppe continentali | Coppe continentali | Coppe continentali | Supercoppe | Supercoppe | Supercoppe | Totale | Totale |
| Stagione             | Club                 | Comp                 | Pres       | Reti       | Comp            | Pres            | Reti            | Comp               | Pres               | Reti               | Comp       | Pres       | Reti       | Pres   | Reti   |
| -------------------- | -------------------- | -------------------- | ---------- | ---------- | --------------- | --------------- | --------------- | ------------------ | ------------------ | ------------------ | ---------- | ---------- | ---------- | ------ | ------ |
| 2019-2020            | Brisbane Roar        | AL                   | 25         | 2          | FFA             | 2               | 0               |                    | -                  | -                  |            | -          | -          | 27     | 2      |
| 2020-mar.2021        | East Bengal          | ISL                  | 16         | 1          | -               | -               | -               |                    | -                  | -                  |            | -          | -          | 16     | 1      |
| mar.-giu. 2021       | Brisbane Roar        | AL                   | 15         | 0          | FFA             | 0               | 0               |                    | -                  | -                  |            | -          | -          | 15     | 0      |
| 2021-2022            | Brisbane Roar        | AL                   | 25         | 1          | FFA             | 3               | 0               |                    | -                  | -                  |            | -          | -          | 28     | 1      |
| 2022-2023            | Brisbane Roar        | AL                   | 24         | 1          | CA              | 2               | 0               |                    | -                  | -                  |            | -          | -          | 26     | 1      |
| 2023-2024            | Brisbane Roar        | AL                   | 8          | 0          | CA              | 4               | 0               |                    | -                  | -                  |            | -          | -          | 12     | 0      |
| 2024-2025            | Brisbane Roar        | AL                   | 2          | 0          | CA              | 0               | 0               |                    | -                  | -                  |            | -          | -          | 2      | 0      |
| Totale Brisbane Roar | Totale Brisbane Roar | Totale Brisbane Roar | 99         | 4          |                 | 11              | 0               |                    | -                  | -                  |            | -          | -          | 110    | 4      |
| Totale Carriera      | Totale Carriera      | Totale Carriera      | 115        | 5          |                 | 11              | 0               |                    | -                  | -                  |            | -          | -          | 126    | 5      |

## Palmarès

### Competizioni nazionali
- Premier's Plate: 1

Perth Glory: 2018-2019